# Greysia Polii
Greysia Polii, född 11 augusti 1987, är en indonesisk idrottare som tog guld i badminton tillsammans med Apriyani Rahayu vid olympiska sommarspelen 2020 i Tokyo.